# Gouvernement Suwałki
Het gouvernement Suwałki (Russisch: Сувальская Губения, Pools: Gubernia suwalska, Litouws: Suvalkų gubernija) was een gouvernement (goebernija) binnen Congres-Polen. De hoofdstad van het gouvernement was Suwałki. De oppervlakte was 12.300 km².

## Geschiedenis
In 1867 werd het gebied van het gouvernement Augustów en het gouvernement Płock verdeeld in een nieuw kleiner gouvernement Płock, het gouvernement Suwałki en het gouvernement Łomża.
Na de Eerste Wereldoorlog werd het gebied gesplitst in een Pools en een Litouws deel volgens etnische lijnen, behalve Puńsk. Het Poolse deel werd onderdeel van het woiwodschap Białystok. Het Litouwse deel werd onderdeel van Suvalkie.

## Bevolking
Volgens statistieken uit het Russische Keizerrijk bestond het gouvernement Suwałki voor 57,8% uit Litouwers. De Litouwers woonden vooral in het noordelijke deel van het gouvernement. Voor 3% bestond de bevolking uit Polen, die voornamelijk in het zuidelijke deel woonden. De bevolking bestond voor 10% uit Joden, voor 5% uit Duitsers, voor 5% uit Wit-Russen en voor 4% uit Russen.